# Il viandante
Il viandante è un cortometraggio del 2001 diretto da Straub e Huillet e tratto da una novella di Elio Vittorini.